# Зелос
Зелос или Зел (грч. Ζήλος) је у грчкој митологији био син Стиге и титана Паланта, а брат Кратоса, Бије и Нике. 

## Митологија
Зелос је, заједно са својом мајком и осталим сродницима - Кратосом, Бијом и Ником, дошао у помоћ Зевсу када се он борио за власт са својим оцем титаном Хроном. Након победе Зевса над Хроном, Зелос се није вратио кући код мајке у подземни свет, него је унапређен у сталног пратиоца и помоћника Зевса, па је са својим сестрама и братом боравио на Олимпу. Зелос је персонификација обуке и надметања, али и зависти, љубоморе, ревности и супарништва. Могуће је да је био поистовећен са Агоном, духом такмичења који је поштован у Олимпији. Понекад је био поистовећен са Фтоном, духом љубоморе која мучи љубавне парове, као и са Еридом, персонификацијом сукоба, као и снаге коју покреће конкуренција.